# Ráfael Vásquez
Rafael Vásquez (1804-1854) foi um general do século XIX no exército mexicano durante a rebelião mexicana contra o governo de estilo centralista.

## Início da vida
Vásquez nasceu na Cidade do México em 1804. Seu primeiro empreendimento militar foi em 20 de fevereiro de 1827, como Capitão dos Patriotas da Fazenda de Ciénega de Mata, Jalisco, México. Foi nomeado general de brigada brevet em 1839.

## Rebeliões políticas mexicanas
Vásquez foi uma figura importante na repressão dos insurgentes mexicanos, que se opunham à centralização do governo mexicano sob o general Antonio López de Santa Anna. Os estados deCoahuila, Nuevo León, e Tamaulipas haviam defendido a rebelião e buscado a secessão do México e declarado uma nova República do Rio Grande. Vásquez liderou uma força para subjugar Antonio Canales Rosillo e suas tropas texano-mexicanas em uma emboscada perto de Saltillo, México. Auxiliando Canales estava o Coronel Samuel W. Jordan. A Jordânia liderou um grupo de tropas federalistas infiltradas secretamente por apoiadores centralistas. No entanto, ele ainda conseguiu derrotar as forças centralistas que rapidamente fugiram para Saltillo.

## Invasão do Texas
Em 5 de março de 1842, o general Vásquez invadiu o Texas com cerca de 700 homens e ocupou San Antonio, Texas. As forças texanas ficaram surpresas e oprimidas. Depois de algumas escaramuças, eles não conseguiram defender a cidade e foram evacuados para Seguin, Texas. Vásquez considerou uma rendição e assumiu o controle de San Antonio. Ele levantou a bandeira mexicana e, assim, declarou as leis mexicanas em vigor. Em 7 de março, Vásquez fugiu de San Antonio, enquanto perseguido pelas forças texanas. Atravessou o Rio Grande e retornou ao México. A expedição de Vásquez foi um dos eventos que levaram a retaliações por parte dos texanos através da Expedição Mier e Expedição Somervell.

## Mais tarde na vida
Mais tarde em 1851 e 1852, Vásquez foi comandante geral do estado de Jalisco, México. Ele morreu em 9 de março de 1854, na Cidade do México.